# Phyllanthus watsonii
Phyllanthus watsonii är en emblikaväxtart som beskrevs av Airy Shaw. Phyllanthus watsonii ingår i släktet Phyllanthus och familjen emblikaväxter. Inga underarter finns listade i Catalogue of Life.